# Косміна Влада Ігорівна
Влада Ігорівна Косміна (нар. 5 квітня 1993, м. Кам'янець-Подільський, Хмельницька область) — українська гандболістка, яка грала за львівську «Галичанку». Виступає на позиціях правої та лівої півсередньої. У складі «Галичанки» - чемпіонка України жіночої Суперліги, півфіналістка Кубку Виклику—2015, учасниця Кубку Європейської гандбольної федерації сезону 2015/2016. У складі студентської збірної України – чемпіонка Європи серед студентів. У складі «AZERYOL» — чемпіонка Азербайджану.
Випусниця Львівського училища фізичної культури та Львівського державного університету фізичної культури (випуск 2016 р.).
У міжсезоння, влітку 2016 року за сімейними обставинами Влада покидає львівську «Галичанку».
З сезону 2017/18 разом з колишньою воротаркою львівської «Галичанки» Єлизаветою Гілязетдіновою виступає за клуб AZERYOL (Баку).  У сезоні 2018/2019 здобула з командою «золото» чемпіонату Азербайджану. У сезоні 2020/2021 переходить до ізраїльського клубу «Hapoel» (Рішон-ле-Ціон).
З сезону 2022/2023 грає за німецький клуб «Frankfurter».